# حديقة الشباب في أنقرة
حديقة الشباب في أنقرة (بالتركية: Gençlik Parkı) هي حديقة عامة موجودة في أنقرة.

## الجغرافيا
تبلغ مساحة المنتزه 27.5 هكتار (68 فدانًا) تقريبًا في وسط أنقرة. يبلغ ارتفاعها حوالي 850 م، مما يجعلها واحدة من أدنى النقاط في أنقرة. وتحيط بها ساحة أولوس في الشمال، ودار أوبرا أنقرة (مبنى أنقرة للمعارض سابقًا) من الشرق، وقاعة سليم سيري تاركان الرياضية ومحطة أنقرة المركزية في الجنوب واستاد 19 مايو في الغرب.

## التاريخ
خلال السنوات الأولى للجمهورية التركية، كان المكان الذي تقع فيه الحديقة عبارة عن مستنقع. بعد تجفيفه، تم إنشاء الحديقة وفتحها للجمهور في 19 مايو 1943، اليوم الوطني للشباب.
كانت هناك مقاهي حول المسبح الرئيسي الذي تبلغ مساحته 42000 متر مربع ومسبح ومنتزه لونا وهو مسرح في الهواء الطلق مع مسارات. في عام 1957، تم إنشاء قطارين مصغرين داخل منطقة المنتزه كجزء من نقاط الجذب الترفيهية.
بعد أعمال الترميم والتجديد في بداية الأفية الجديدة، يوجد هناك الآن مركز ثقافي ومركز للشباب وقاعة مؤتمرات بلدية أنقرة بالإضافة إلى 43 كشكًا في الحديقة. خلال الليل، تقام العروض الخفيفة في المسبح الرئيسي. وهنا أيضا متحف العلوم وهو قيد الإنشاء.

## معرض الصور

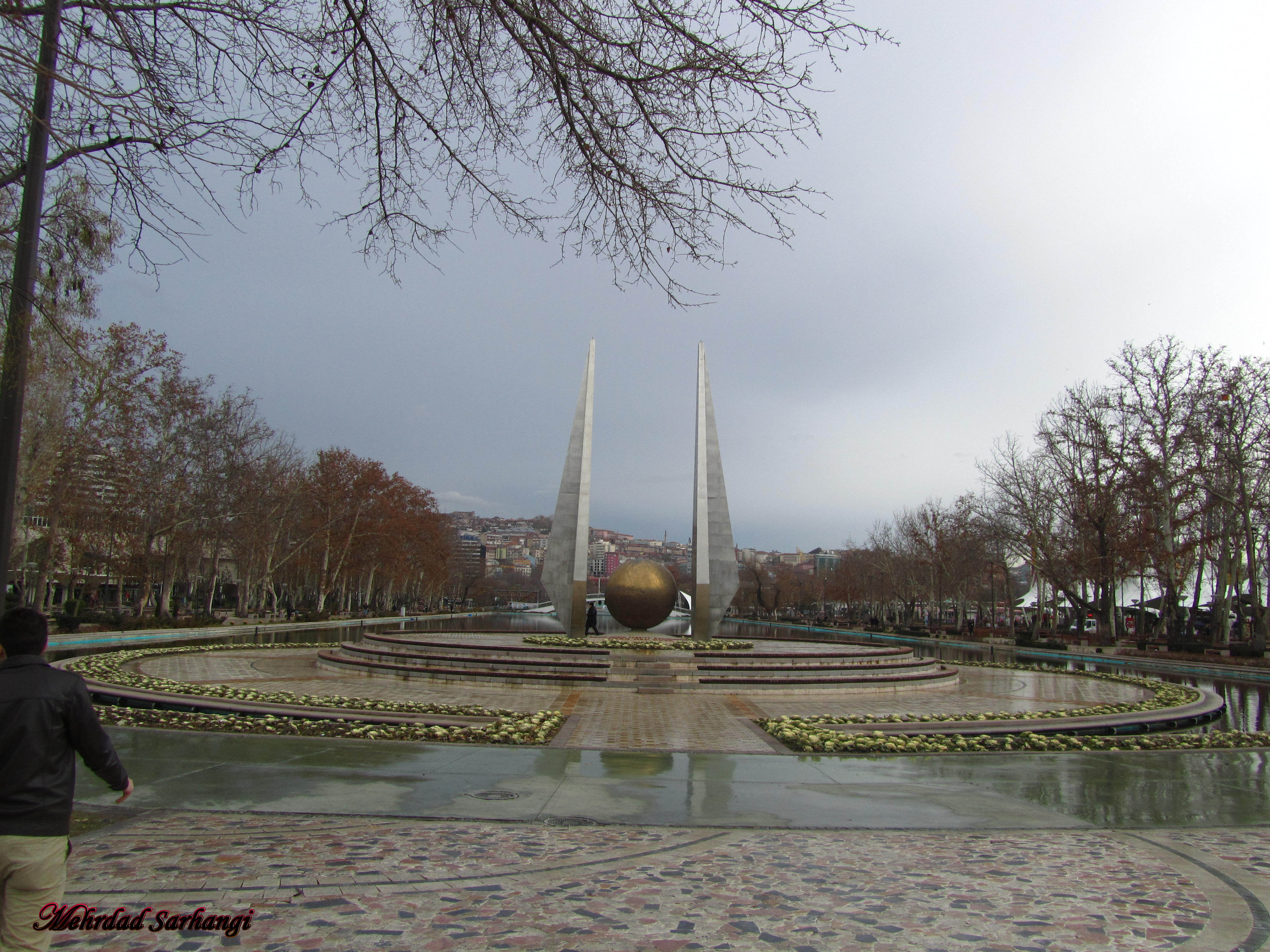
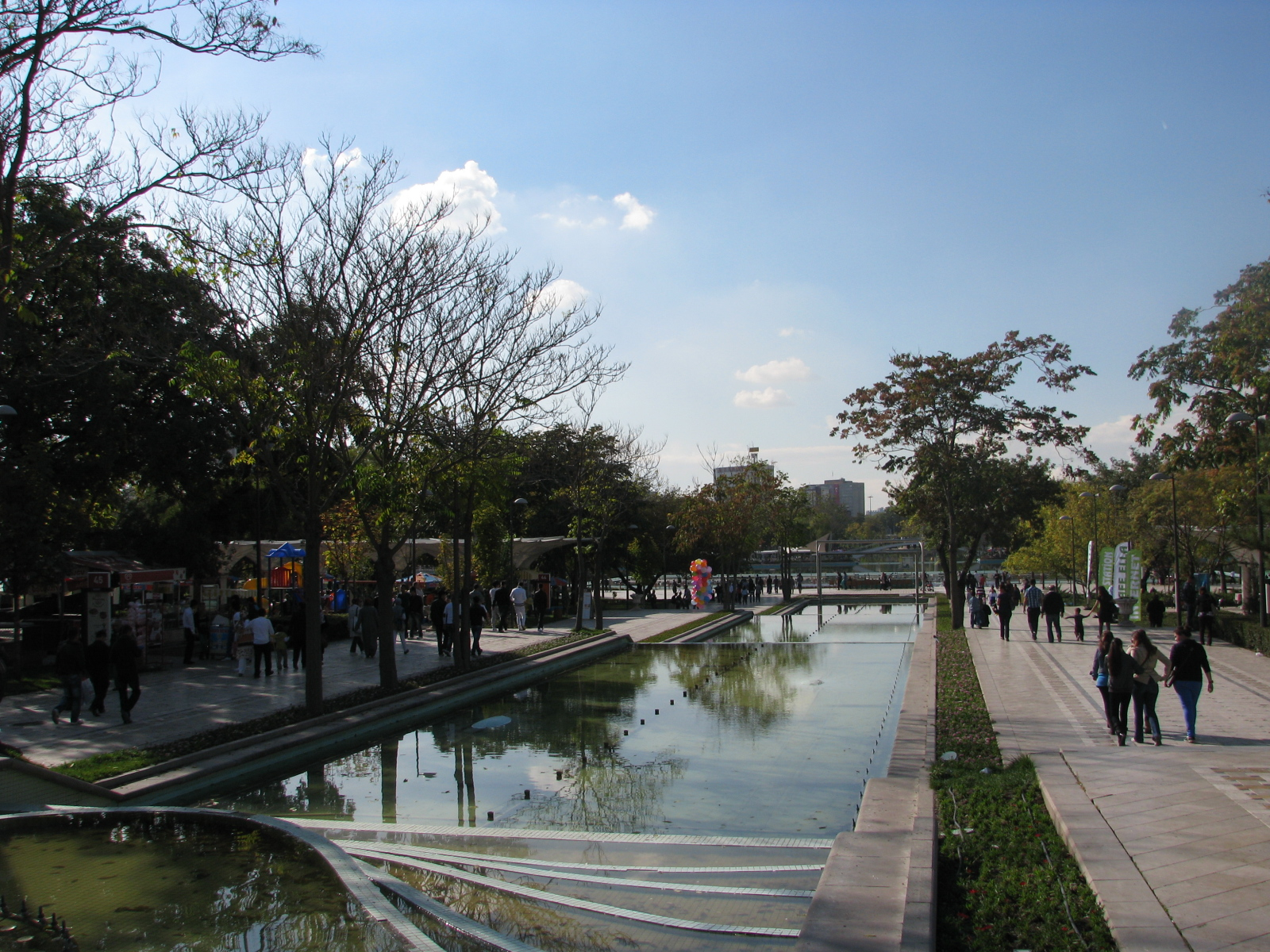
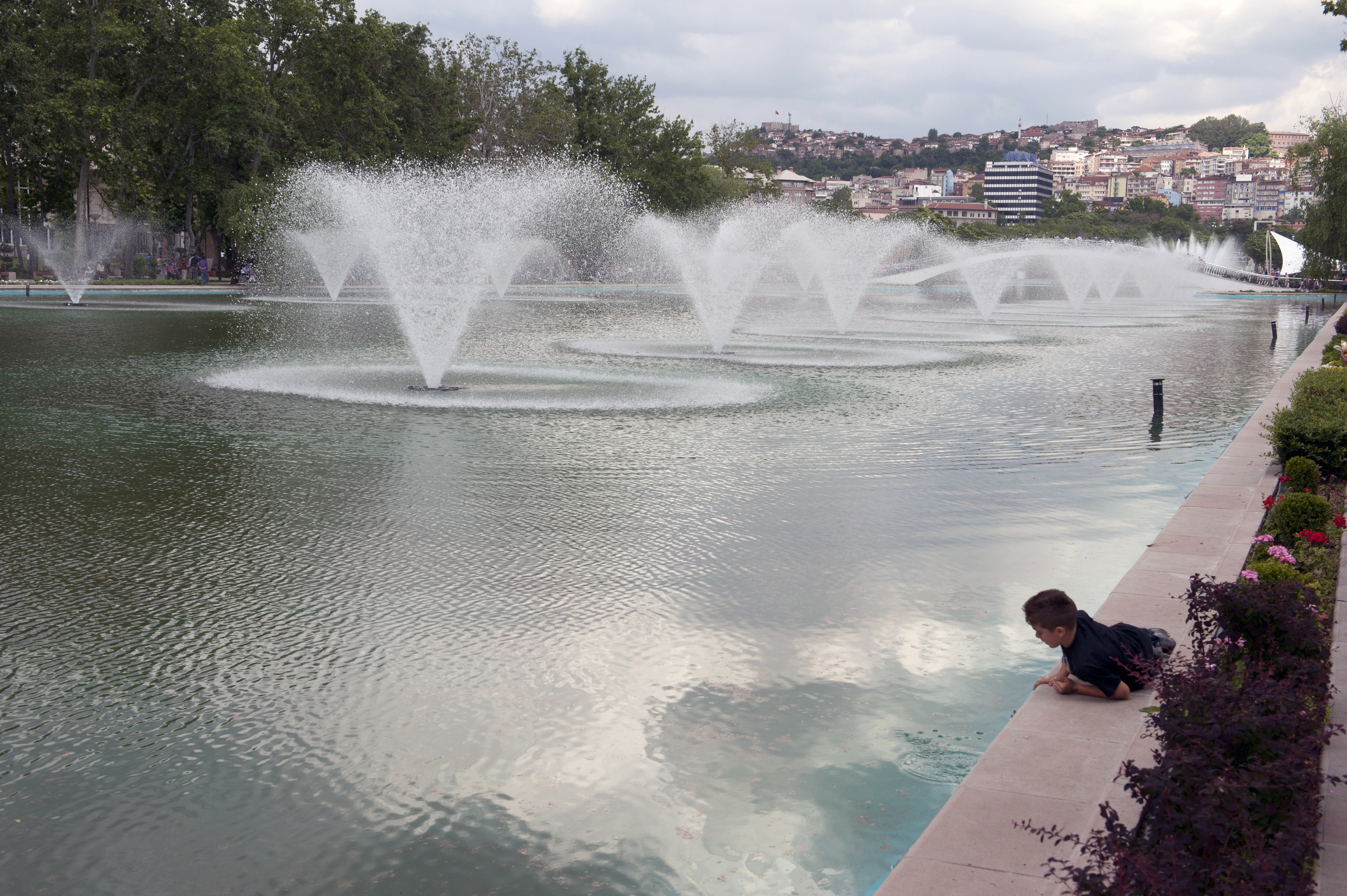
Gençlik Parkı Central pond
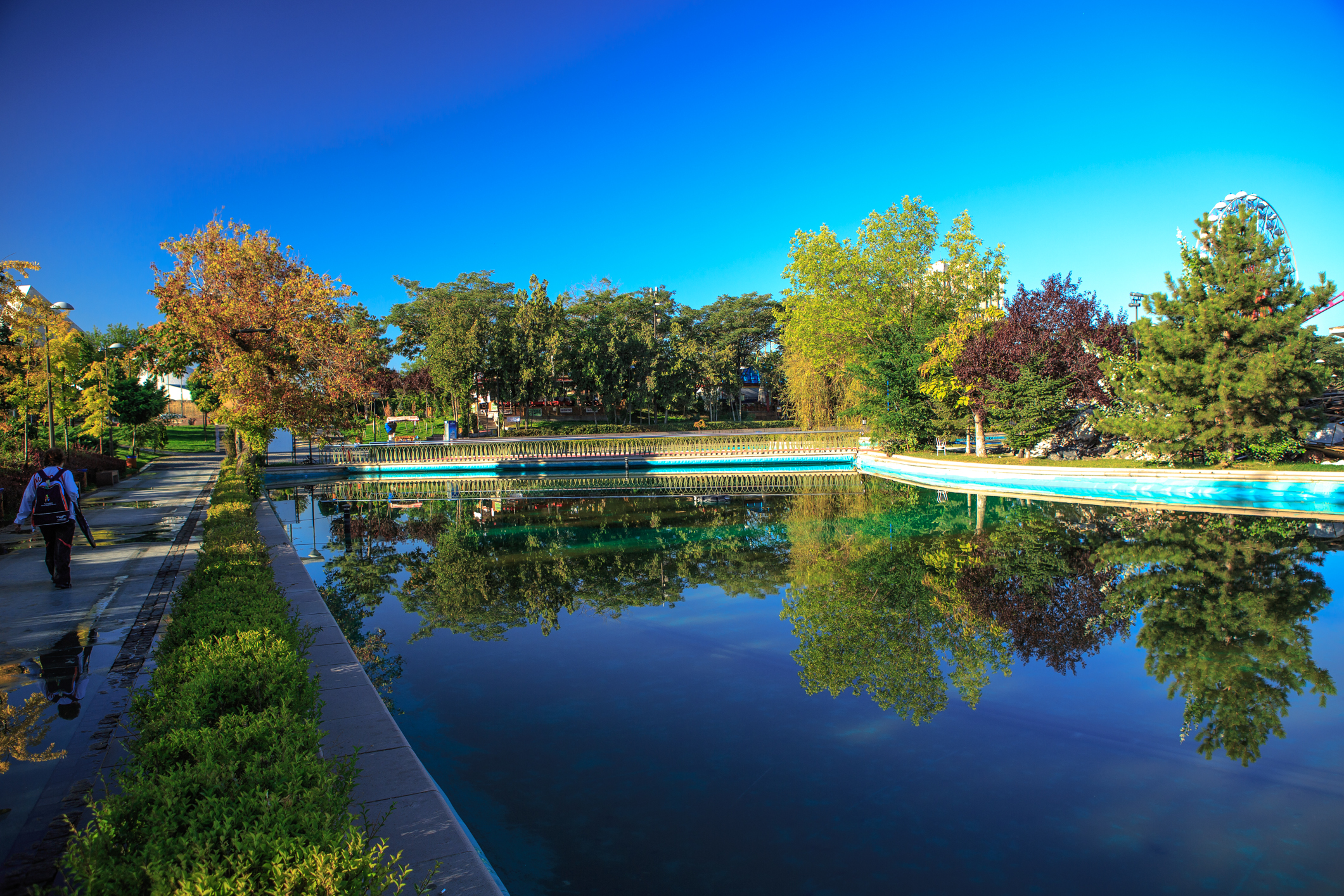
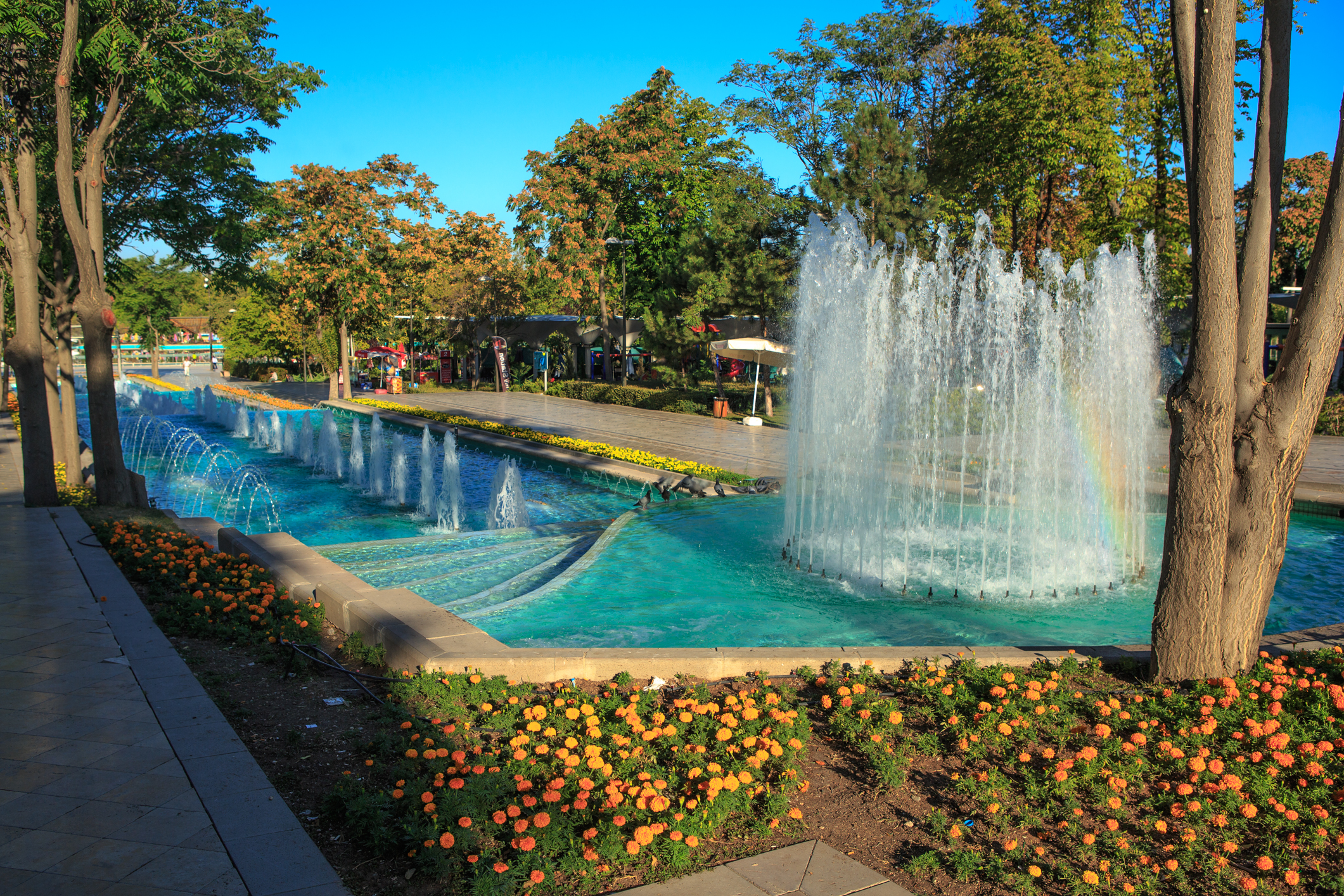
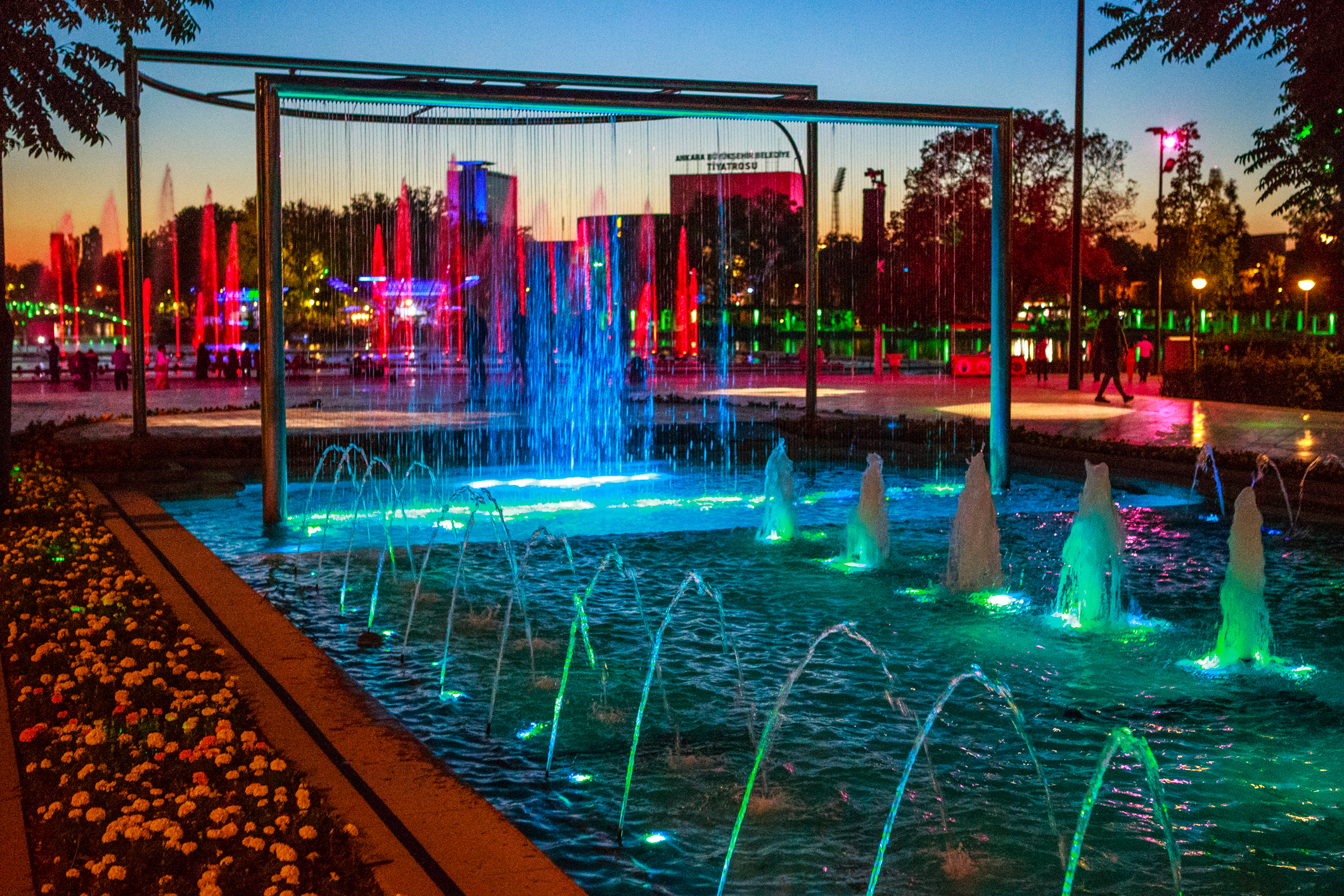
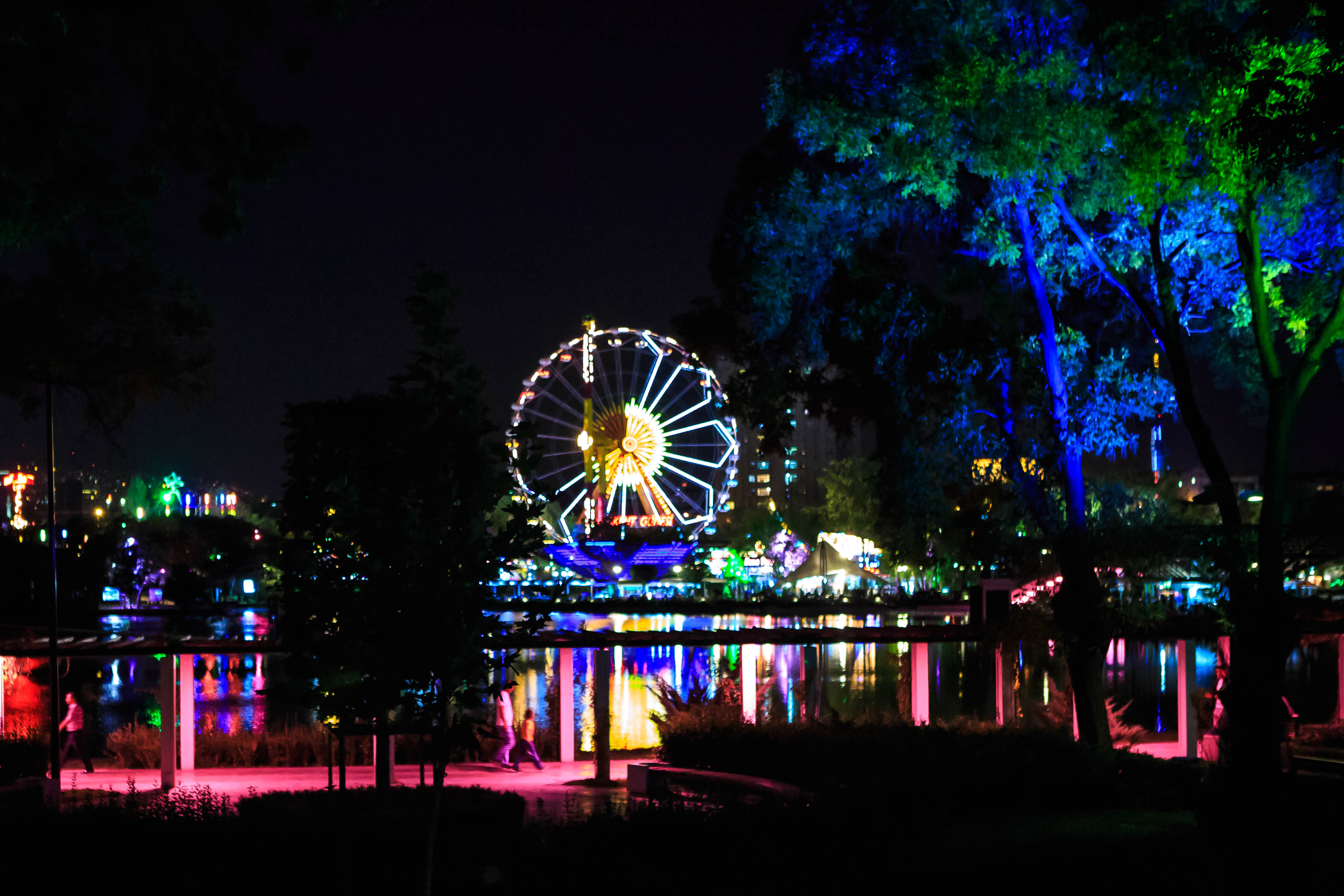
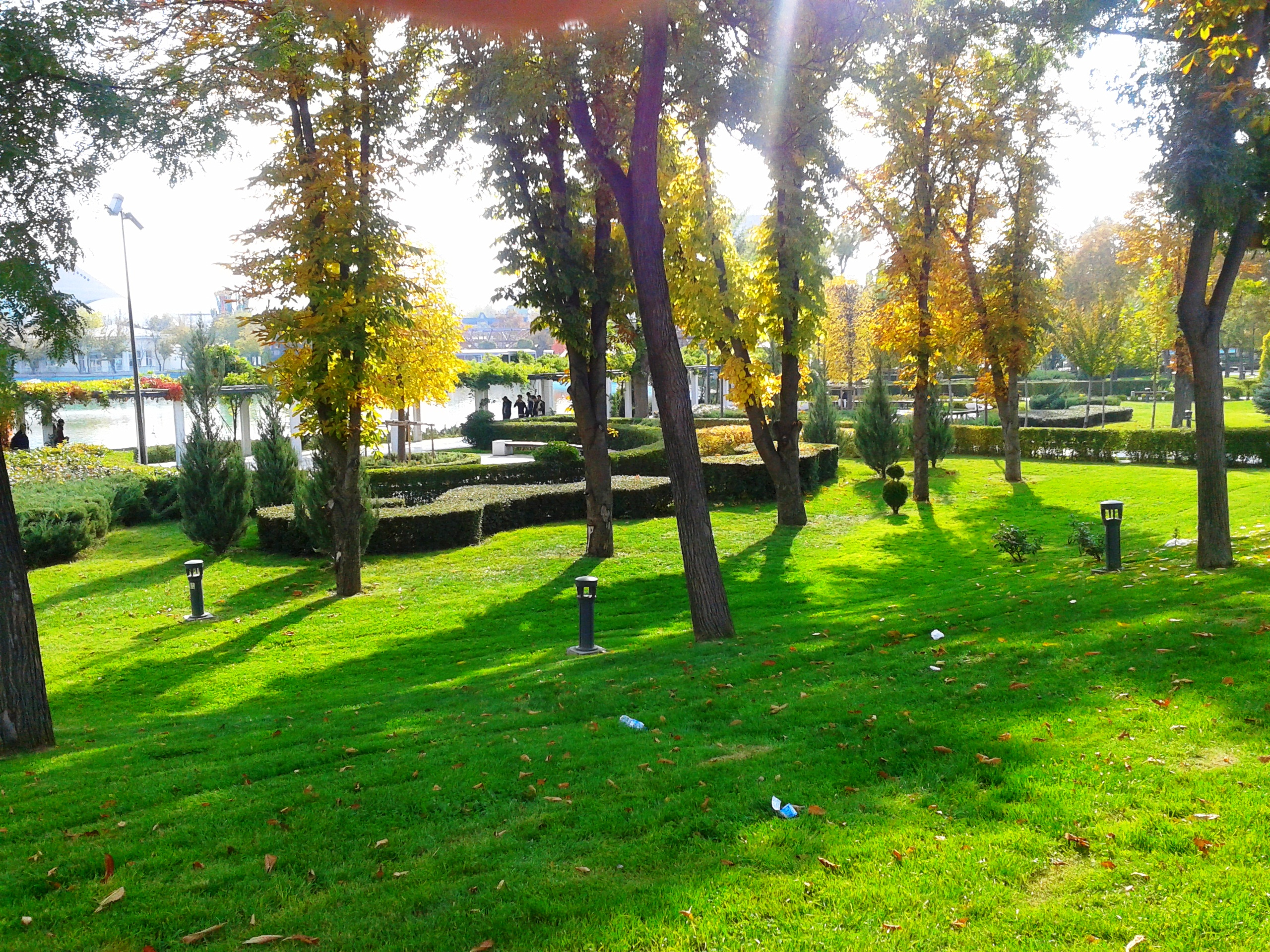
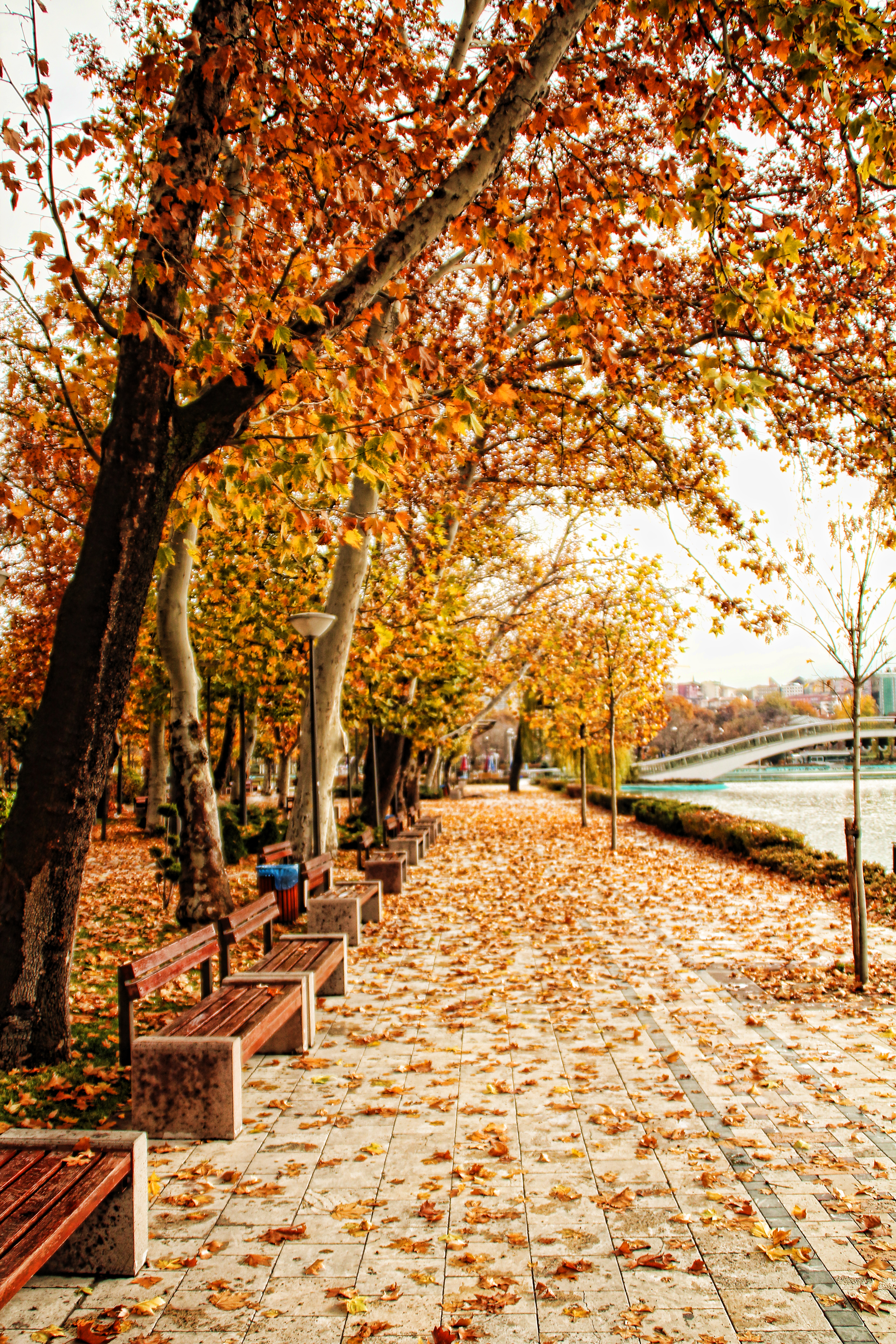
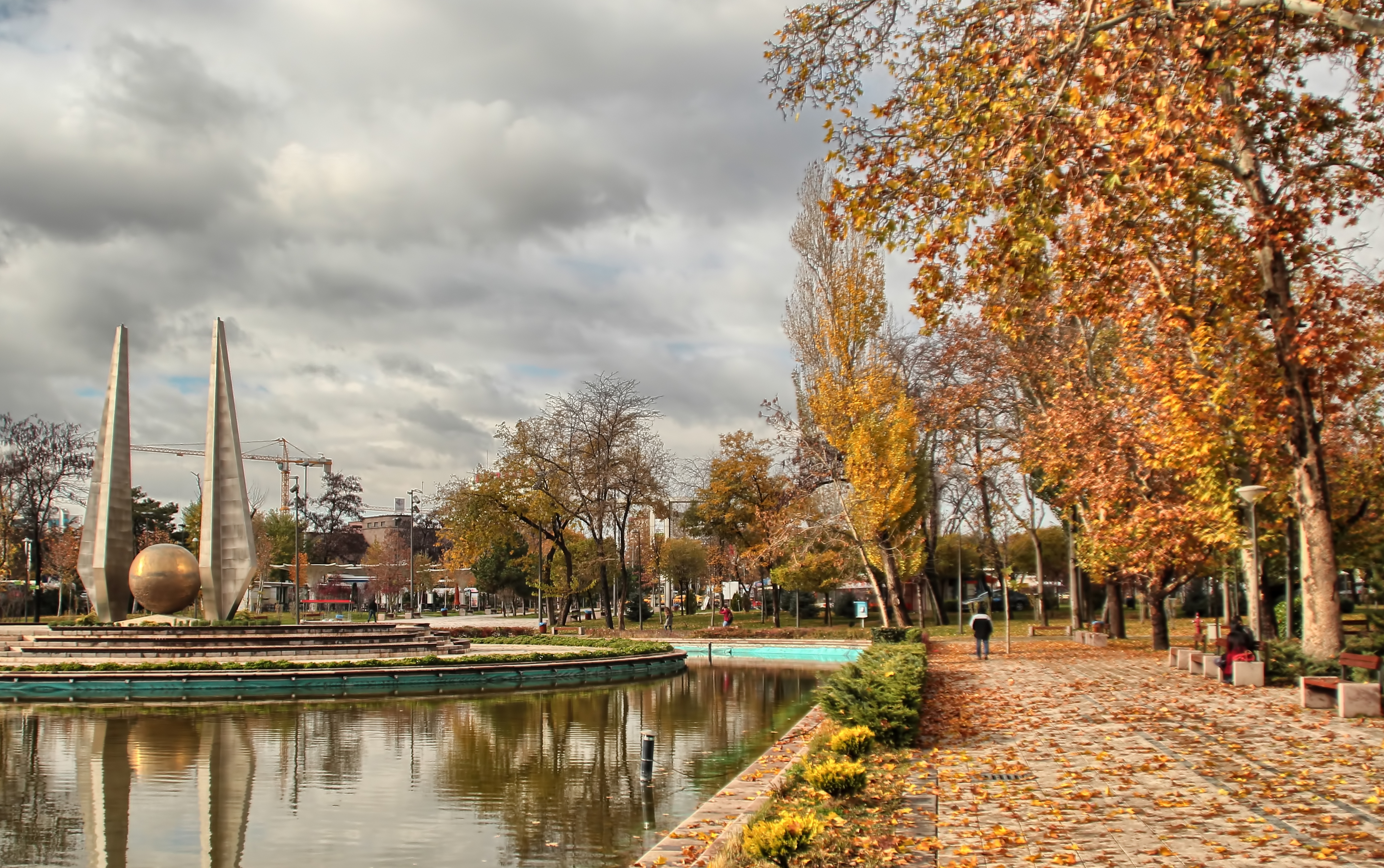
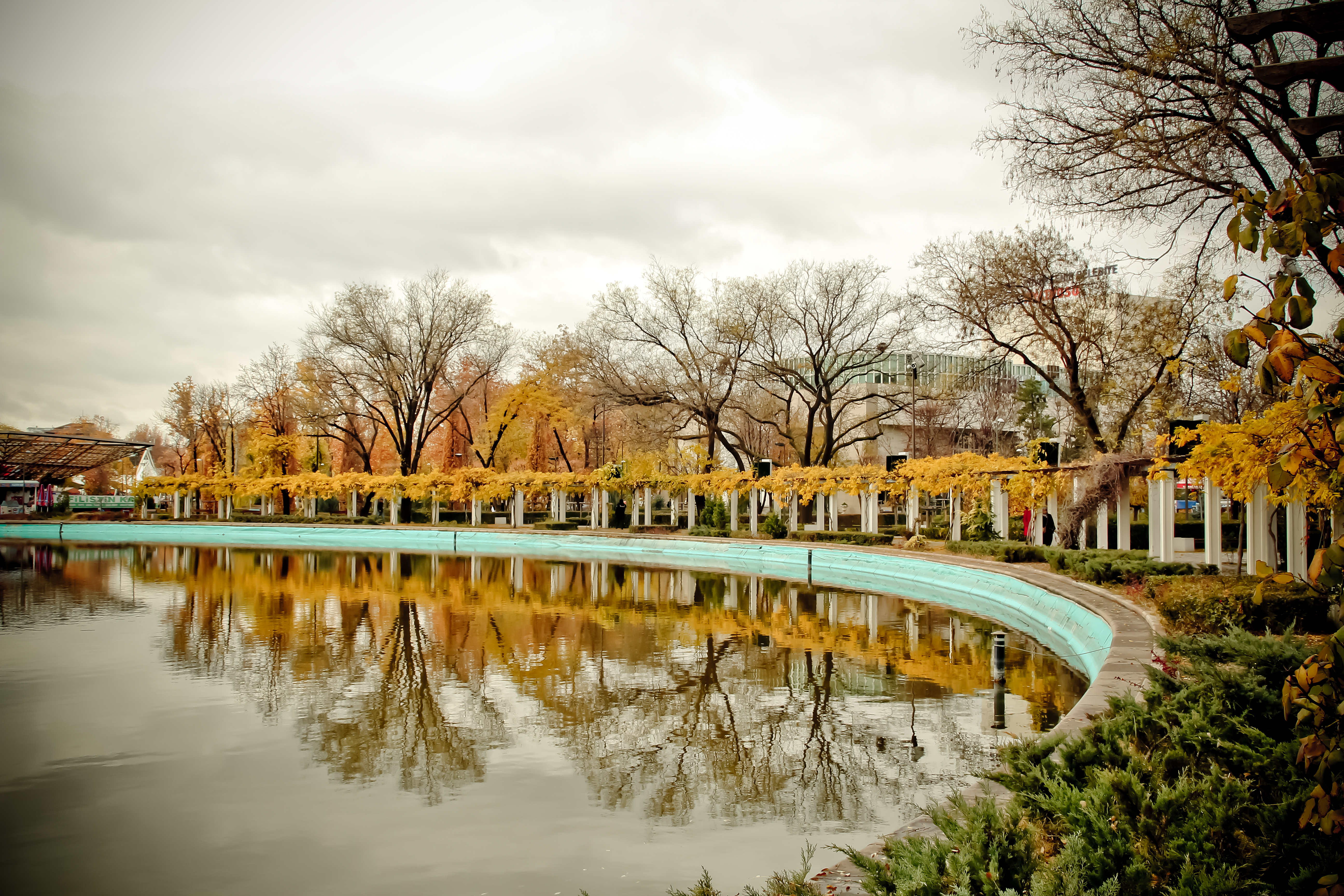
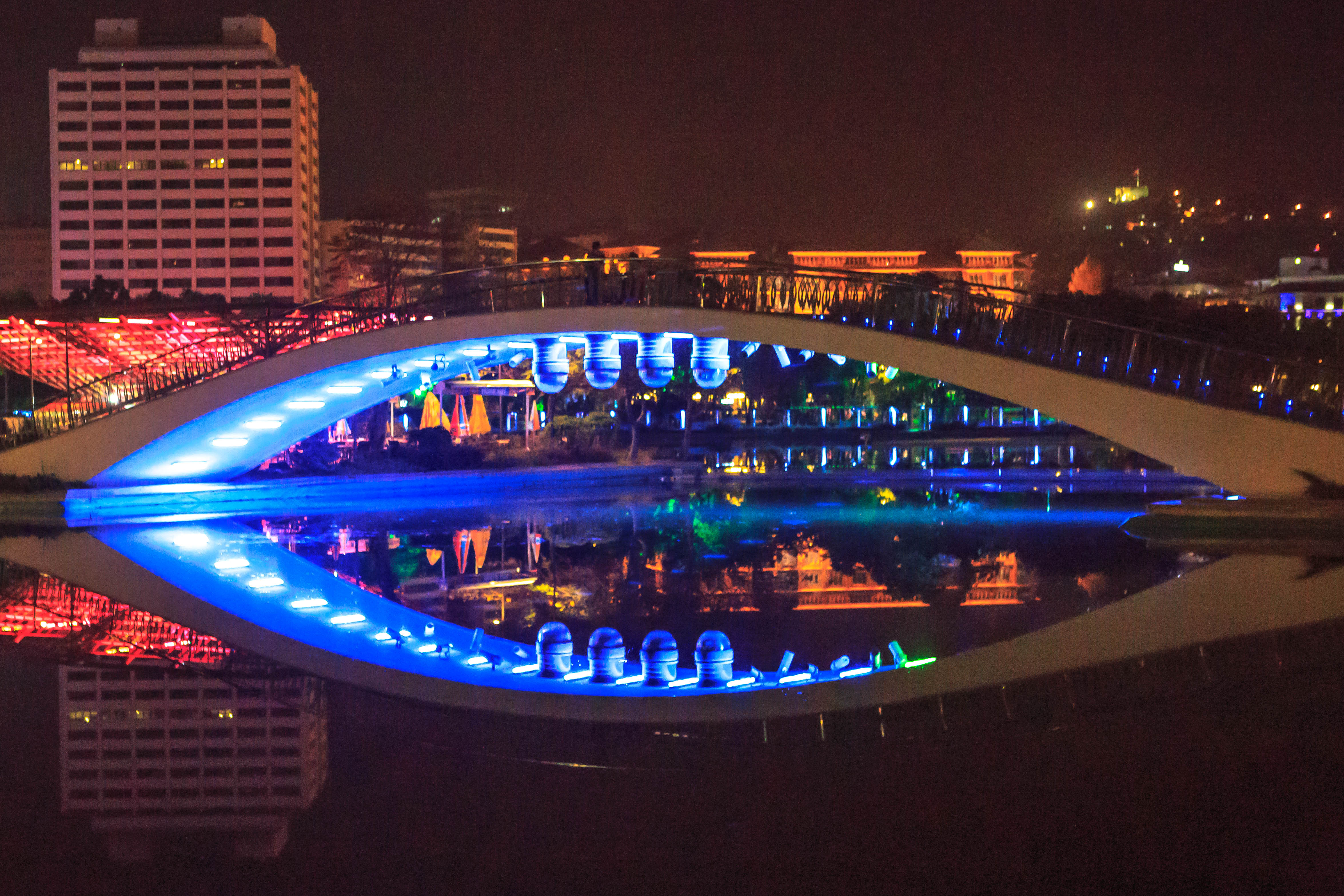
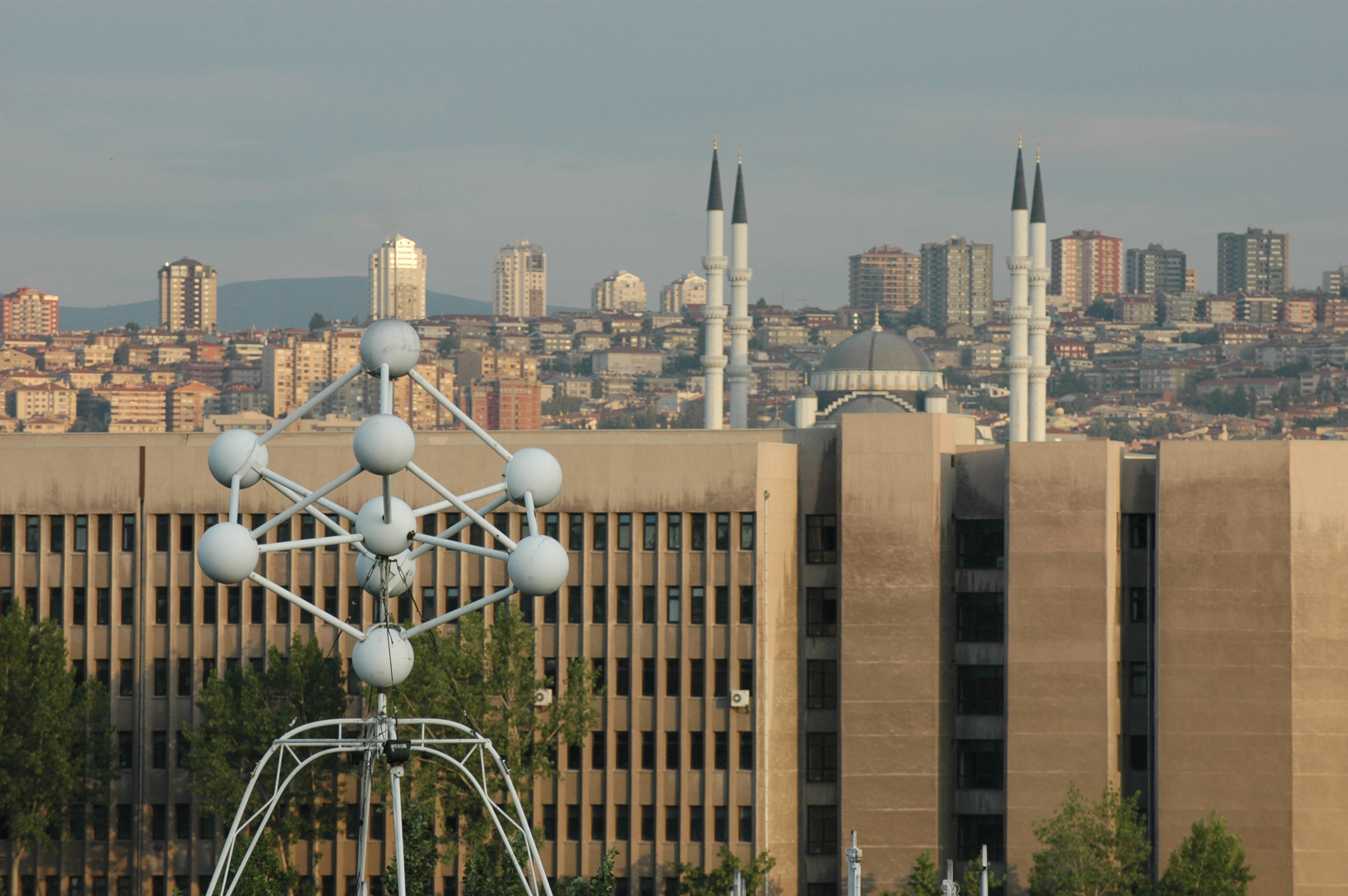
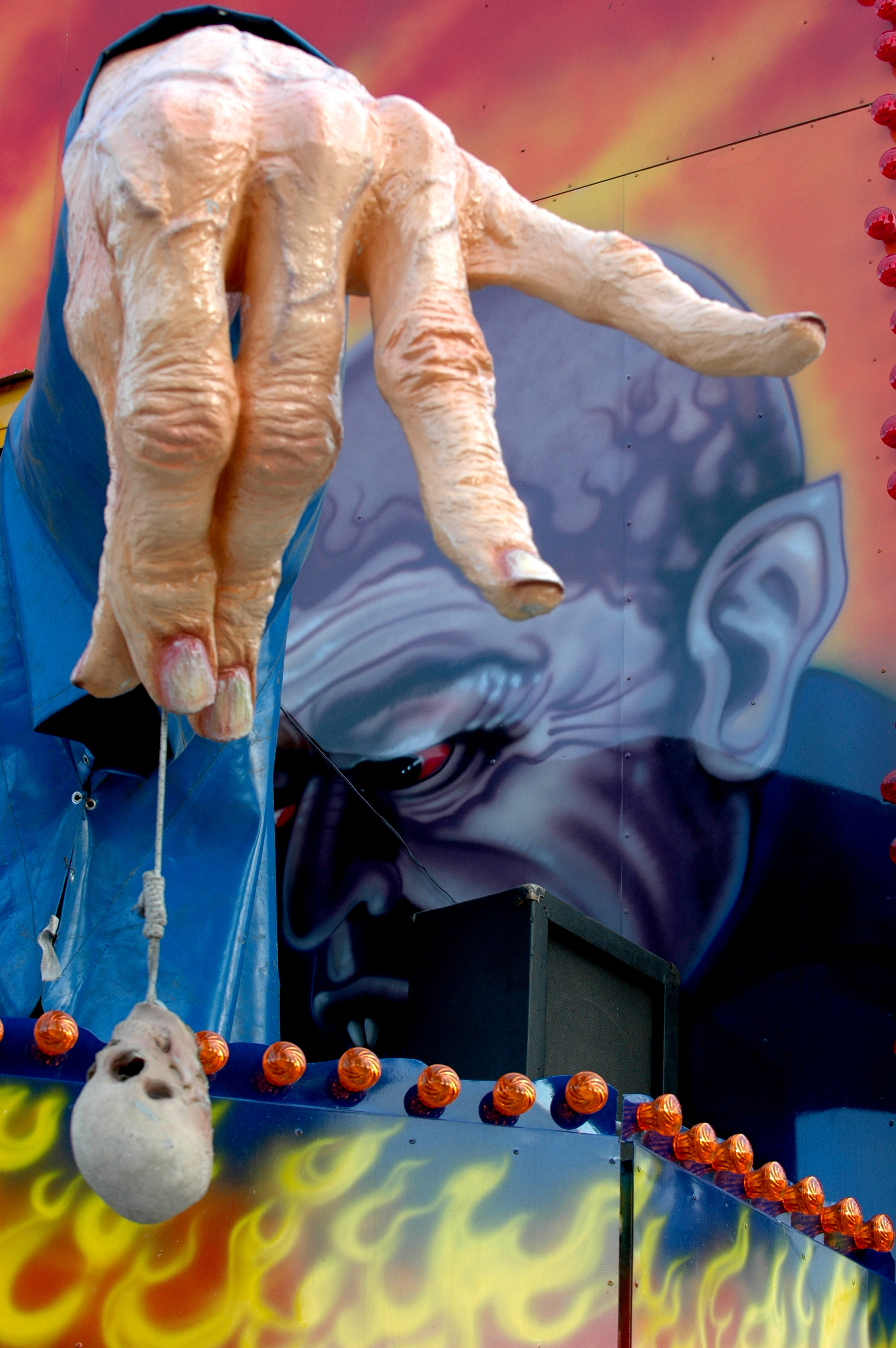
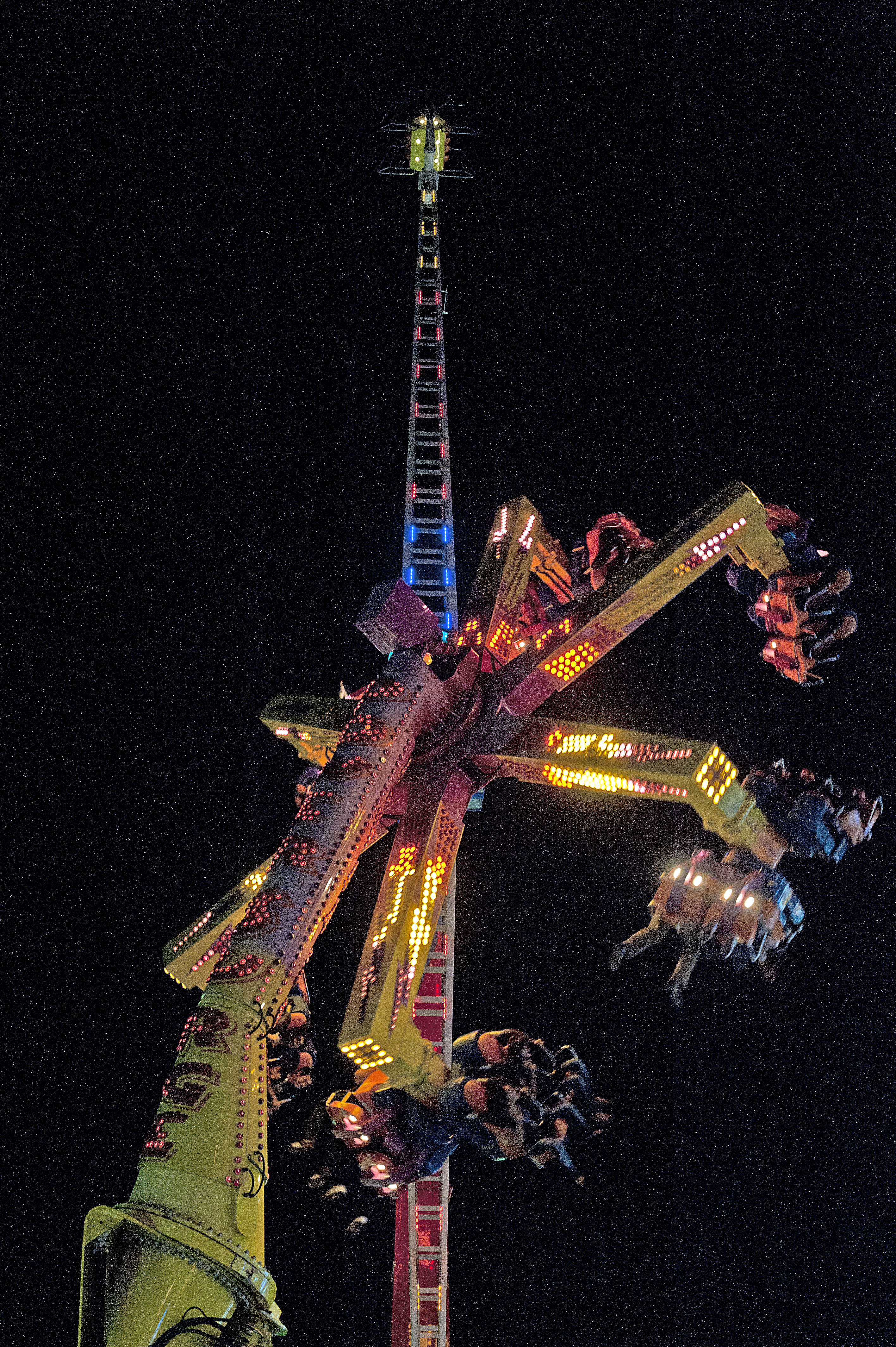
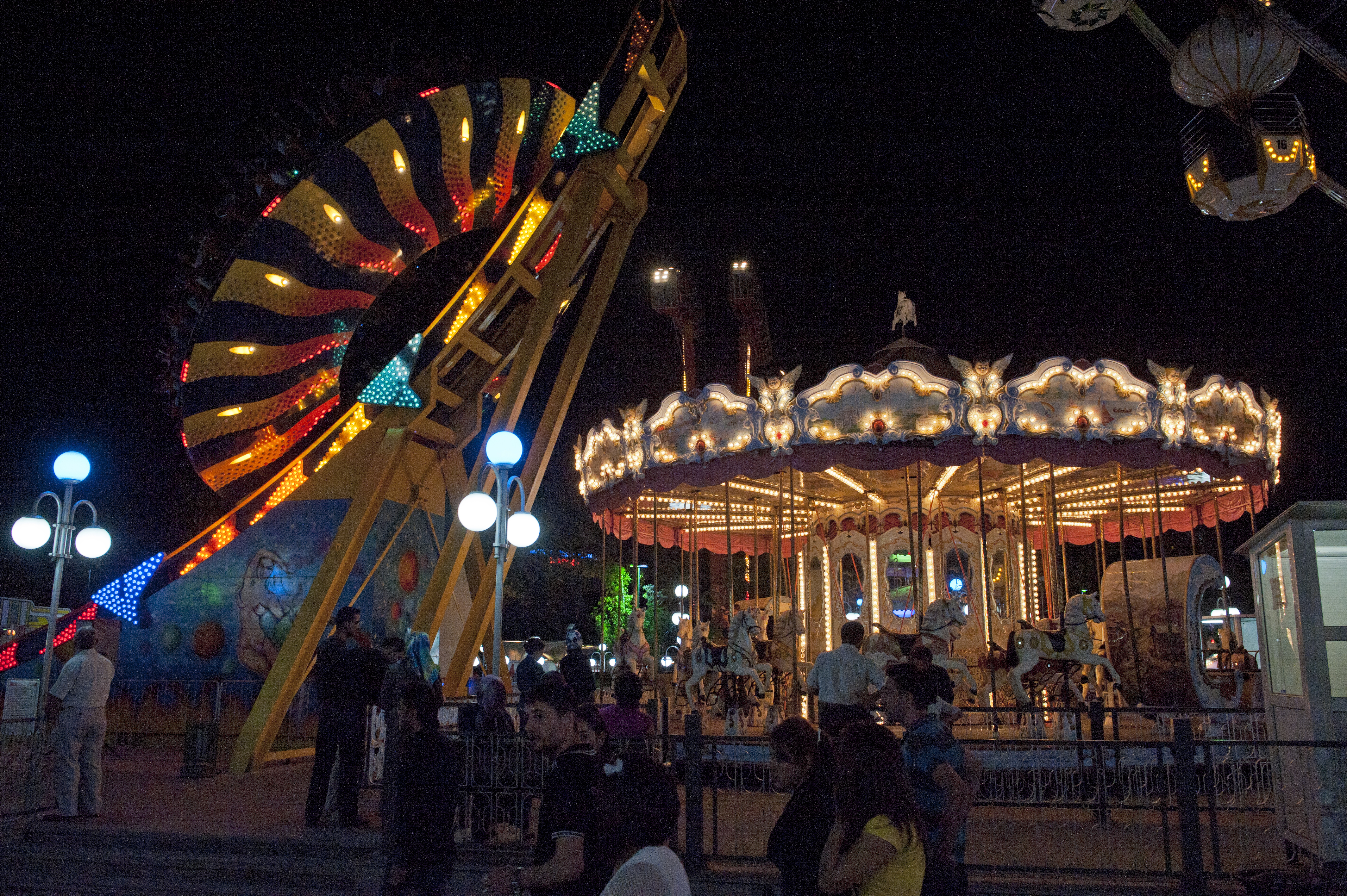
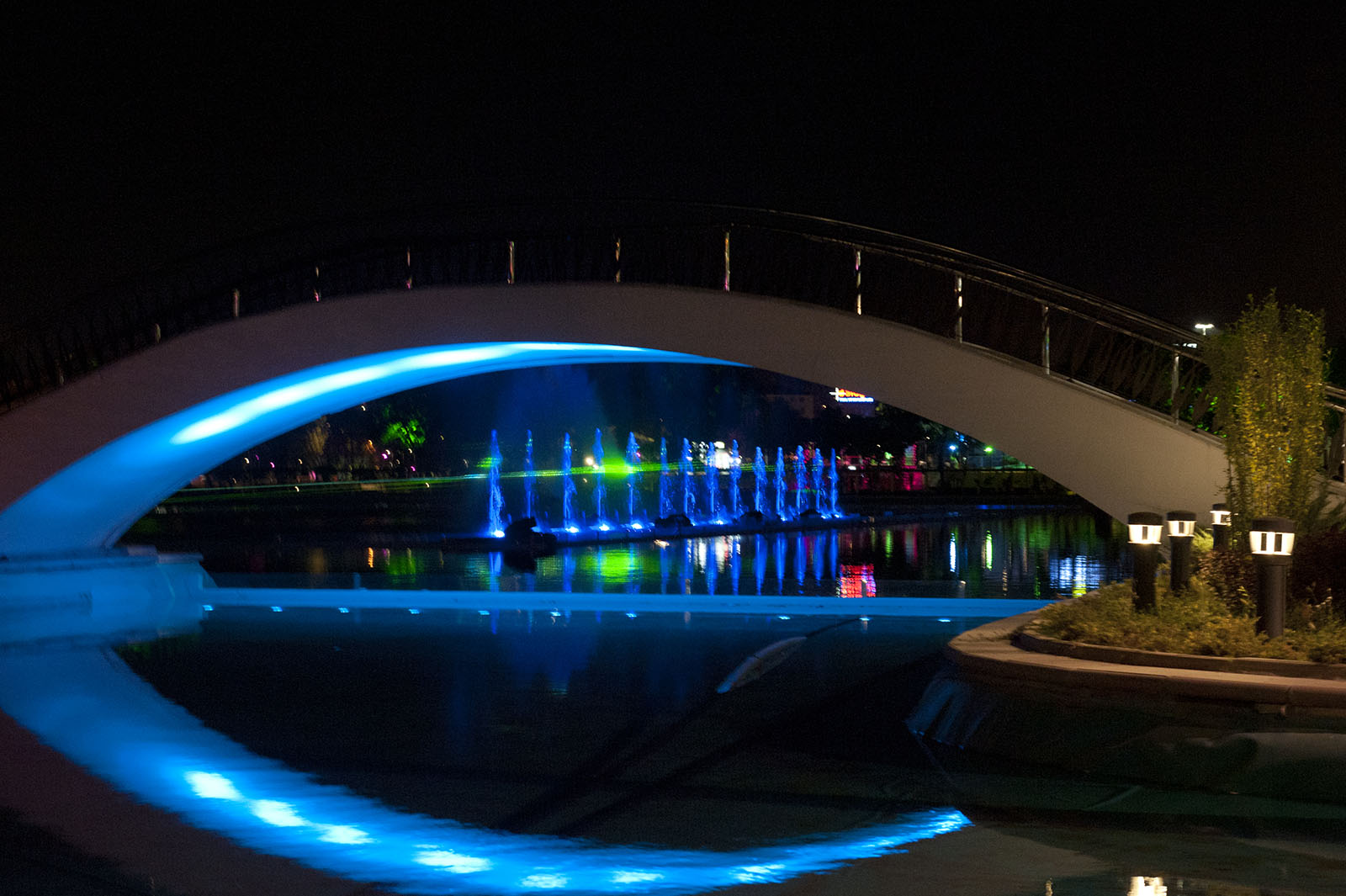
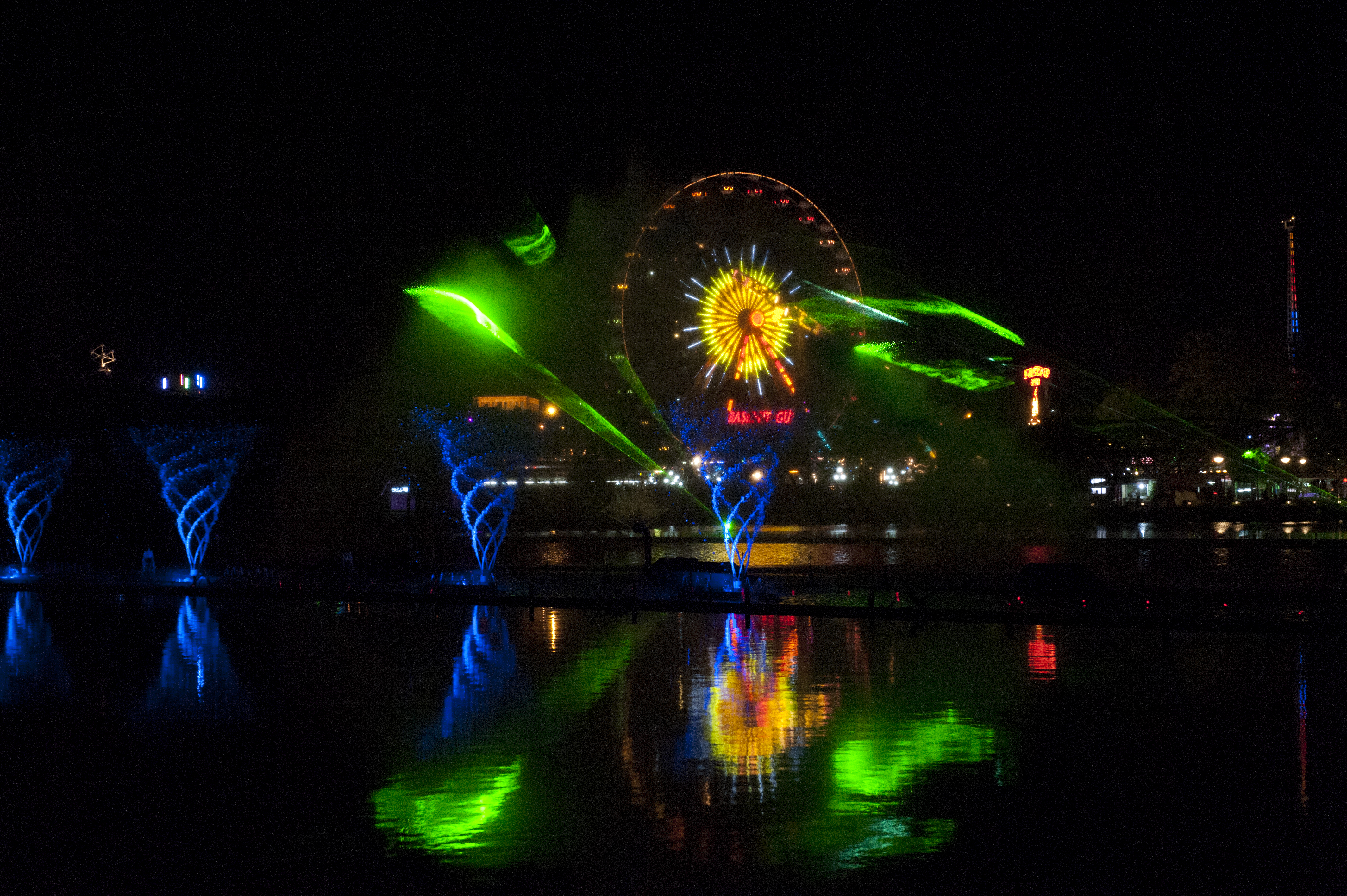
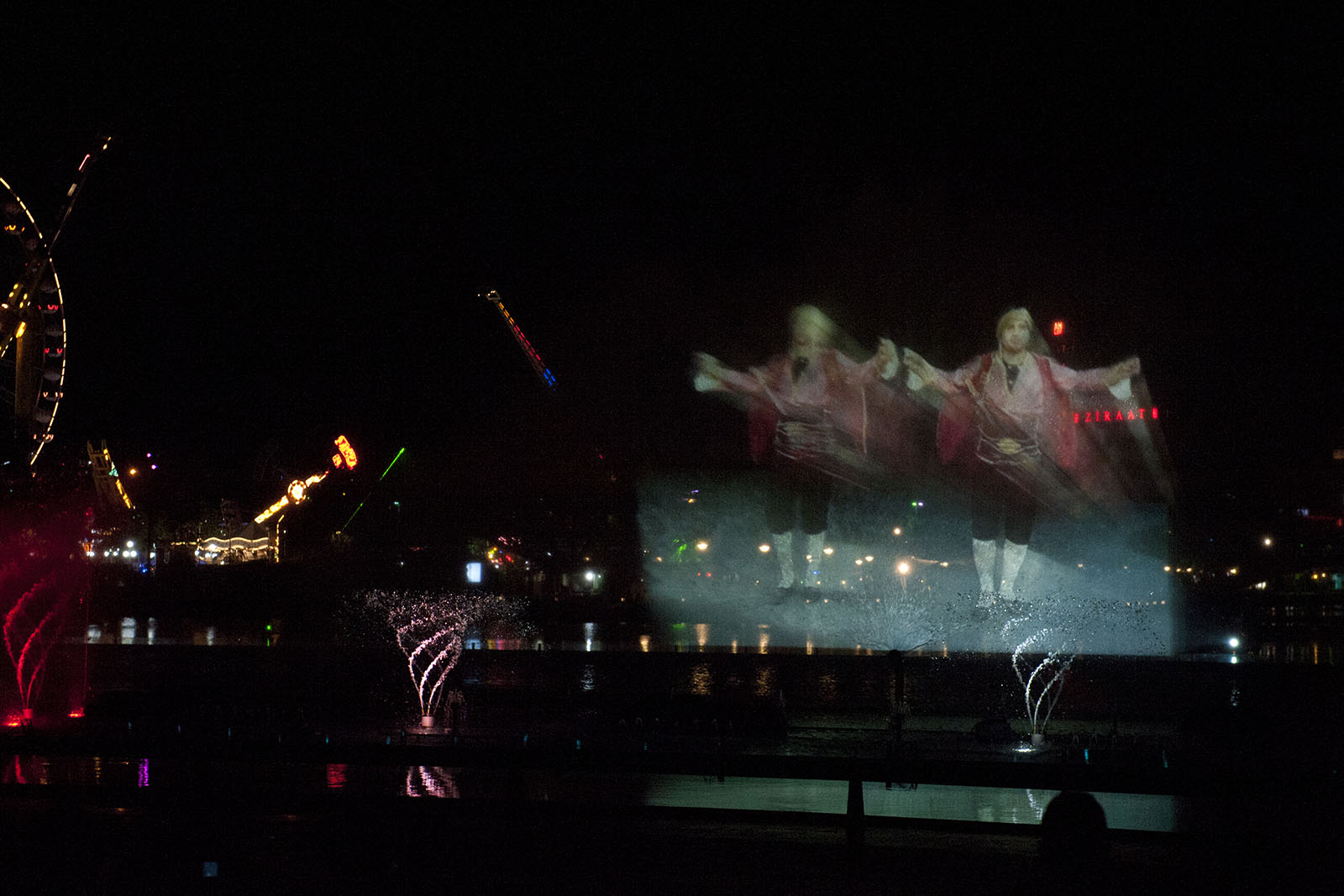